# Carmine Recano
Carmine Recano (Nápoles, 28 de noviembre de 1980) es un actor italiano.

## Biografía
Crecido en el barrio de Secondigliano, empezó a actuar muy joven, debutando a los 19 años con el telefilme Un nuovo giorno, dirigido por Aurelio Grimaldi. En 2001 entró también en el mundo del cine, trabajando en tres películas: Terrarossa, de Giorgio Molteni, La vita degli altri, de Nicola De Rinaldo, y El hada ignorante, de Ferzan Özpetek. Con este último, ha trabajado en cuatro películas más: Un giorno perfetto (2008), Tengo algo que deciros (2010), Napoli velata (2017) y La diosa fortuna (2019), y en un cortometraje. A lo largo de su carrera, Recano ha actuado tanto en el cine como en varias series y miniseries de televisión, emitidas por RAI y Mediaset.

## Filmografía

### Cine
- Pesi leggeri, de Enrico Pau (2000)
- Terrarossa, de Giorgio Molteni (2001)
- La vita degli altri, de Nicola De Rinaldo (2001)
- El hada ignorante (Le fate ignoranti), de Ferzan Özpetek (2001)
- I cinghiali di Portici, de Diego Olivares (2003)
- Ballo a tre passi, de Salvatore Mereu (2003)
- Certi bambini, de Andrea y Antonio Frazzi (2003)
- Un giorno perfetto, de Ferzan Özpetek (2008)
- Tengo algo que deciros (Mine vaganti), de Ferzan Özpetek (2010)
- Tatanka, de Giuseppe Gagliardi (2011)
- Milionari, de Alessandro Piva (2014)
- Napoli velata, de Ferzan Özpetek (2017)
- Anche senza di te, de Francesco Bonelli (2018)
- La diosa fortuna (La dea fortuna), de Ferzan Özpetek (2019)
- Da 10 anni la casa che ti porta a casa, de Ferzan Özpetek – cortometraje (2019)

### Televisión (parcial)
- Don Matteo
- Un medico in famiglia
- Guardacostas  (Gente di mare)

## Teatro
- Masaniello, de Lara Sansone (2018)
- Mine vaganti, de Ferzan Özpetek (2021-en curso)